# Сент Авр
Сент Авр (на френски: Saint-Avre) е град в югоизточна Франция, част от департамента Савоа на регион Оверн-Рона-Алпи. Населението му е около 853 души (2013).
Разположен е на 764 метра надморска височина в Алпите, в долината на река Мориен на 37 километра южно от Албервил. Селището се споменава за пръв път през 1270 година. То е един от няколкото центъра на малка агломерация, включваща още Сент Етиен дьо Кюин, Сент Мари дьо Кюин, Шамбр, Сен Мартен сюр ла Шамбр и Нотр Дам дю Крюе.